# 謝體升
謝體升（1506年—？），字順之，江西吉安府吉水縣人，軍籍，明朝政治人物。

## 生平
嘉靖十六年丁酉科江西鄉試第五十一名舉人。嘉靖十七年（1538年）中式戊戌科會試第二百二十七名，登第三甲第一百四十四名進士。授工部主事，历任员外郎、中奉大夫、浙江佥事、左参议。

## 家族
曾祖謝建康；祖父謝充選，義官；父謝顯簪，義官。母蕭氏；前母高氏；繼母周氏。具庆下。